# Ottavio Ricaldoni
Ottavio Ricaldoni (Montevideo, 23 gennaio 1877 – Savona, 28 marzo 1965) è stato un militare italiano.

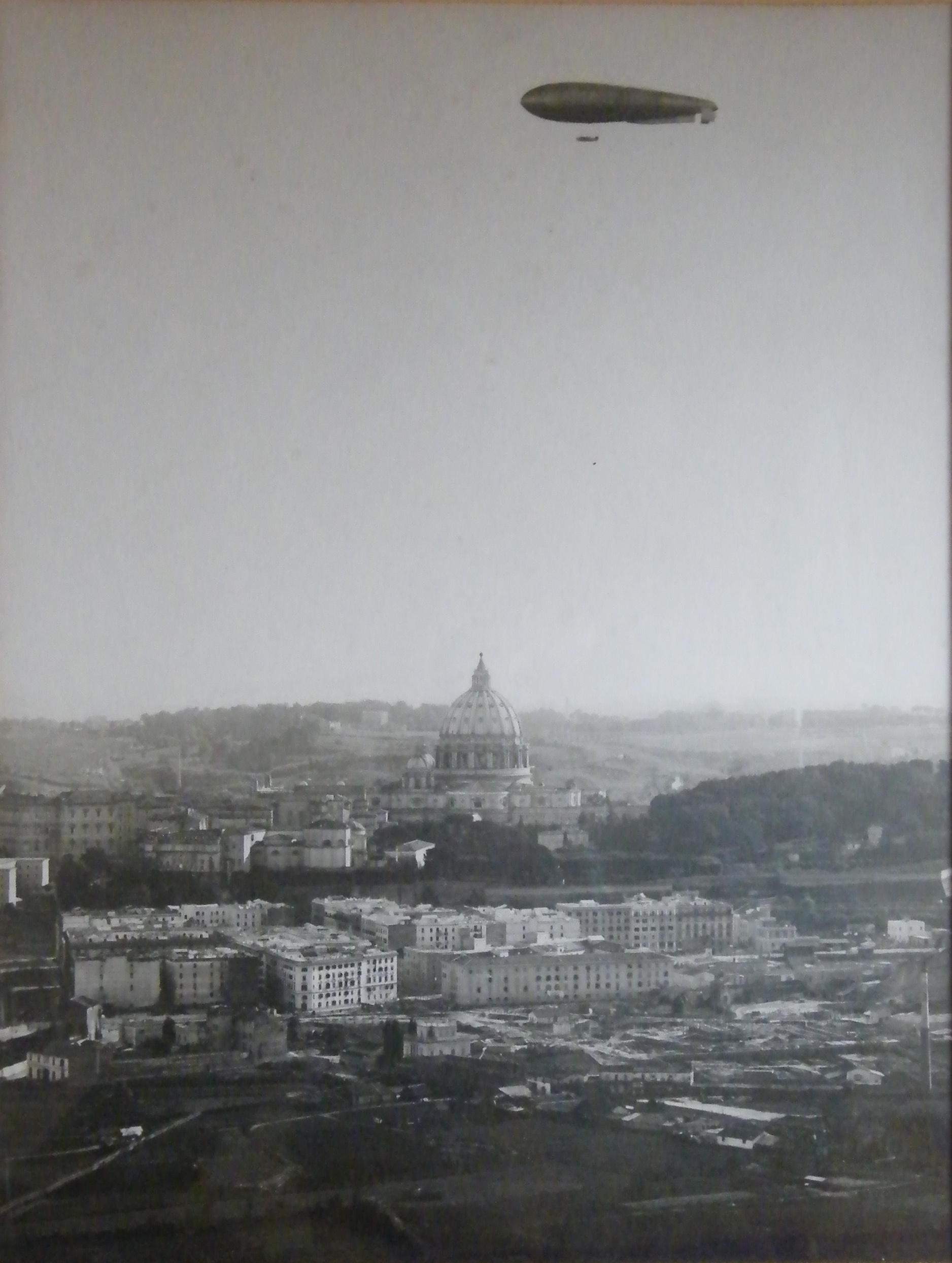
Volu su Roma

Ufficiale del Genio militare, si occupò principalmente nello studio e nella realizzazione dei dirigibili in Italia, collaborando con il più noto Gaetano Arturo Crocco tra gli anni 1905-1908: va ricordato che in questo periodo storico esisteva ancora la disputa per la conquista del cielo tra i mezzi più pesanti dell'aria (aeroplani) e quelli più leggeri (dirigibili, palloni). 
Nel 1910 il Capitano Ricaldoni era il comandante della Sezione Aviazione del Battaglione Specialisti.
Lasciò il servizio attivo nel 1920 e fu promosso Generale di Divisione all'inizio nel 1939, al momento della collocazione in riserva.
Da ricordare il volo del dirigibile N.1, partendo dal Cantiere Sperimentale dell'idroscalo di Vigna di Valle per arrivare su Roma, nel 1908.